# Saint-Georges-de-Reintembault
Saint-Georges-de-Reintembault település Franciaországban, Ille-et-Vilaine megyében. Lakosainak száma 1524 fő (2022. január 1.). Saint-Georges-de-Reintembault Le Ferré, Mellé, Monthault, Poilley, Villamée, Hamelin, Montjoie-Saint-Martin, Saint-Aubin-de-Terregatte, Saint-Laurent-de-Terregatte és Saint-Hilaire-du-Harcouët községekkel határos.

## Népesség
A település népessége az elmúlt években az alábbi módon változott:
| Lakosok száma | 2049 | 1795 | 1747 | 1635 | 1613 | 1556 | 1498 | 1487 | 1487 | 1524 |
|               | 1968 | 1982 | 1990 | 2006 | 2013 | 2015 | 2017 | 2019 | 2020 | 2022 |